# Megalomys luciae
Megalomys luciae é uma espécie de roedor extinto endêmico da ilha de Santa Lúcia.
O último registro foi em 1881, e o último exemplar em cativeiro morreu em 1852 no Zoológico de Londres.